# Araeopteron microlyta
Araeopteron microlyta är en fjärilsart som beskrevs av Turner 1920. Araeopteron microlyta ingår i släktet Araeopteron och familjen nattflyn. Inga underarter finns listade i Catalogue of Life.